# Derbystar
Die Derbystar Sportartikelfabrik GmbH ist ein deutsches Sportartikelunternehmen aus dem niederrheinischen Goch, das zum dänischen Sportausrüster Select Sport gehört. Das Augenmerk des Unternehmens liegt auf der Produktion von Bällen für verschiedene Sportarten.

## Geschichte

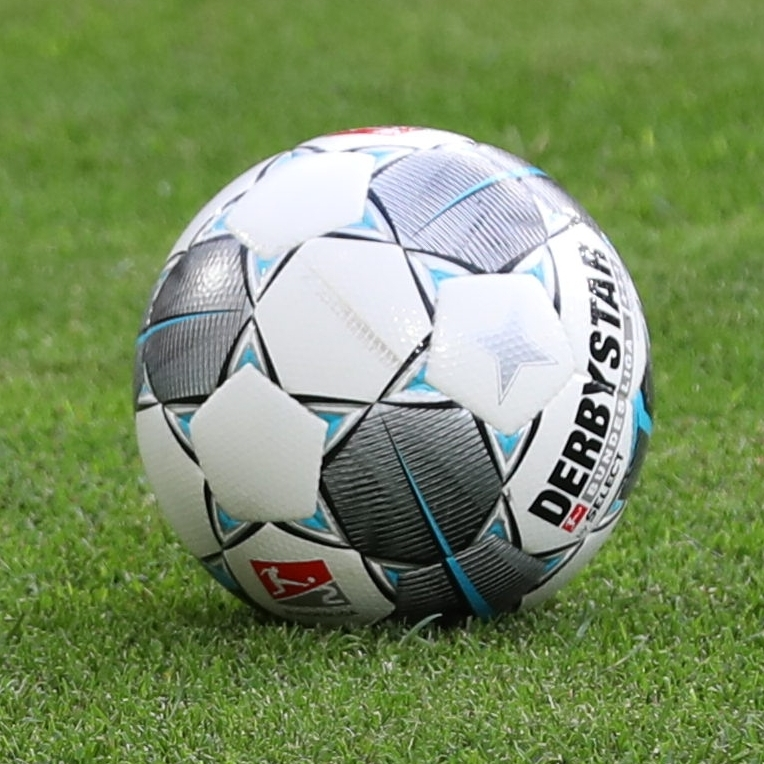
Derbystar-Spielball der 2. Bundesliga (Saison 2019/20)

Die Derbystar Sportartikelfabrik GmbH entstammt ursprünglich aus einer Lederfabrik im niederrheinischen Goch. Hier wurde im Jahre 1963 neben Reitsätteln, Gamaschen und anderen Lederartikeln auch begonnen, Bälle zu produzieren. Im Jahre 1968 wurde die Ballabteilung des Unternehmens komplett ausgegliedert und das eigenständige Unternehmen Derbystar gegründet. Der Name leitet sich aus den Wurzeln des Unternehmens ab: der Namensteil „Derby“ entstammt dem Pferdesport und „Star“ steht für die vorgebliche Qualität der Produkte.
Mehrere Profivereine im Fußball spielten mit Derbystar-Bällen, so die Mannschaften des MSV Duisburg, von Borussia Mönchengladbach, Werder Bremen, Energie Cottbus oder Borussia Dortmund. In der Saison 1979/80 stellte Derbystar den Spielball für alle Bundesligisten. Ein Ende fand das mit der Einführung eines einheitlichen Spielballs für die Bundesliga 2010.
2011 stellt Derbystar den offiziellen Ligaball in der niederländischen Eredivisie und Eerste Divisie (1. und 2. Liga in den Niederlanden). 2017/18 setzen die höchsten Spielklassen in den Niederlanden, in Finnland, Schweden, Island, Dänemark und Belgien Derbystar-Spielbälle ein.
1995 startete Derbystar Hilfs- und Gesundheitsprogramme für die Mitarbeiter in der Produktion und seit dem Jahr 2005 ist Derbystar lizenzierter Fairtrade-Partner. Im Rahmen dessen wurde die Produktionsstätte in Pakistan durch die FLO (Fairtrade Labour Organisation) für gut befunden.
Derbystar spezialisierte sich von Anfang an auf die Produktion von handgenähten Lederbällen und war einer der ersten Produzenten, der an Stelle des Leders synthetische Materialien einsetzte. Diese Entscheidung galt zur damaligen Zeit als richtungsweisend und hat sich im Laufe der Zeit etabliert, sodass auch heute die Bälle nur noch aus synthetischen Materialien gefertigt werden.
Nachdem die Bälle zunächst noch im heimischen Goch produziert wurden, siedelte die Produktion Anfang der 1970er Jahre zunächst nach Ungarn und dann nach Pakistan um. Dort besitzt Derbystar bis heute seinen Produktionsstandort für Bälle und arbeitet exklusiv mit einem Produktionspartner, Anwar Khawaja Industries (AKI) in Pakistan, zusammen.
Mittlerweile setzt die Firma jedoch nicht nur auf handgenähte Bälle, sondern hat ihr Sortiment stetig erweitert. So vertreibt Derbystar mittlerweile auch Trikots, Torwarthandschuhe, Sportbandagen und Zubehör.
Derbystar stellt seit der Saison 2018/19 den offiziellen Spielball (Brillant APS) der Bundesliga und 2. Bundesliga. Im März 2025 gab die DFL bekannt, dass ab der Saison 2026/27 der fränkische Sportartikelhersteller Adidas den Spielball für die 1. und 2. Bundesliga stellt. Adidas war bereits zwischen 2010 (Einführung eines einheitlichen Bundesliga-Spielballs) und 2018 für den Spielball (Torfabrik) verantwortlich.

## Produkte

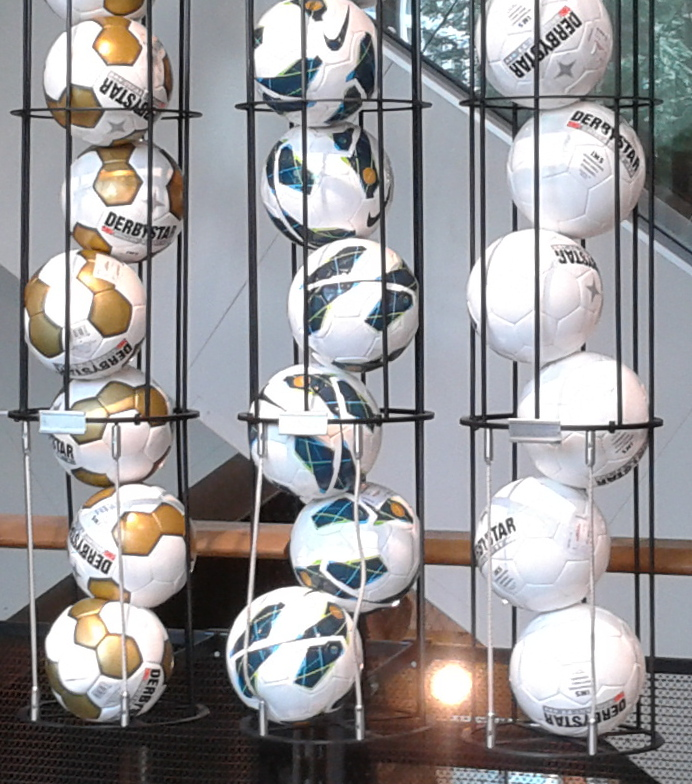
Derbystar-Bälle (links und rechts)

- Fußbälle
- Handbälle
- Volleybälle
- Basketbälle
- Rugby, Football, Playbälle
- Trikots, Anzüge
- Markierungshemdchen
- Schienbeinschützer
- Torwartausstattung
- Taschen und Ballsäcke
- Trainingszubehör
- Ballzubehör
- Schiedsrichterzubehör
- Spieler- und Trainerzubehör
- Medizinische Produkte
- Verbände
- Schutzbandagen
- Sportbandagen